# Григорьев, Владимир Викторович (государственный деятель)
Владимир Викторович Григорьев (5 апреля 1941, д. Каничи, Костюковичский район, Могилёвская область, Белорусская ССР, СССР — 17 августа 2011, Витебск, Беларусь) — советский партийный и государственный деятель, белорусский дипломат.

## Биография
Родился 5 апреля 1941 в деревне Каничи Костюковичского района Могилёвской области Белорусской ССР. Рос в деревне Белынковичи этого же района.
Член КПСС с 1960 года. В 1969 г. окончил Белорусскую сельскохозяйственную академию
- 1957—1958 гг. — помощник комбайнера Селецковской машинно-тракторной станции.
- 1958—1959 гг. — машинист-дизелист.
- 1959 г. — литработник Костюковичской районной газеты «Сцяг камунізма».
- 1959—1960 гг. — второй, в 1960—1962 гг. — первый секретарь Костюковичского районного комитета комсомола.
- 1962 г. — комсорг Могилёвского областного комитета комсомола по Костюковичскому производственному колхозно-совхозному управлению.
- 1962—1965 гг. — служба в Советской Армии, в 160 отдельном зенитном артиллерийском полку, в городе Бобруйске Могилёвской области.
- 1965 г. — инструктор, заведующий отделом комсомольских организаций Могилёвского обкома комсомола.
- 1966—1968 гг. — второй, 1968—1970 гг. первый секретарь Могилёвского обкома комсомола.
- 1970—1972 гг. — секретарь ЦК ЛКСМ Белоруссии. В 1970 и 1971 годах за успехи в работе награждён Почётными грамотами Верховного Совета БССР, в 1971 году — орденом «Знак Почета».
- 1972—1974 гг. — заместитель заведующего Отделом комсомольских органов ЦК ВЛКСМ, затем — заведующий Отделом сельской молодёжи ЦК ВЛКСМ.
- 1974 г. — первый секретарь ЦК ЛКСМ Белоруссии.
- 1974—1980 гг. — секретарь ЦК ВЛКСМ. Курировал международные вопросы. В 1976 году за многолетнюю и плодотворную работу по коммунистическому воспитанию молодёжи награждён орденом «Знак Почета». В 1980 году работает полгода в командировке в Афганистане, где участвует в создании пионерской и комсомольской организаций. В этой связи 12 июня 1981 года награждён орденом Трудового Красного Знамени.
- 1980—1983 гг. — второй секретарь Брестского областного комитета КП Беларуси.
- 1983—1985 гг. — председатель Брестского облисполкома.
- 1985 — инспектор Отдела организационно-партийной работы ЦК КПСС.
- 1986—1991 — первый секретарь Витебского обкома КП Беларуси, председатель Витебского облсовета народных депутатов[1].
- 1991—1996 — директор Витебского ПО «Доломит».
- 1996—1997 — первый заместитель Управляющего делами Исполнительного комитета Сообщества Беларуси и России.
- 1997—2006 — Чрезвычайный и Полномочный посол Республики Беларусь в Российской Федерации. За заслуги в деле укрепления российского-белорусских связей в 2001 году награждён орденом Отечества III степени, в 2006 году — орденом Отечества II степени.

Кандидат в члены ЦК КПСС (1986—1989). Член ЦК КПСС (1989—1991).
На XVI (1970), XVII (1974) и XVIII (1978) съездах комсомола избирался членом ЦК ВЛКСМ.
С 1981 года — член ЦК КП Беларуси.
Депутат Верховного Совета СССР 11 созыва (1984) от Полоцкого избирательного округа Белорусской ССР. Депутат Брестского областного Совета народных депутатов Белорусской ССР (1985).
Скончался 17 августа 2011 в Витебске.

## Награды
- Орден Отечества II степени (31 августа 2006 года) — за высокий профессионализм, значительный личный вклад в социально-экономическое развитие республики, сохранение культурного и духовного наследия белорусского народа, заслуги в обучении и воспитании молодёжи[3].
- Орден Отечества III степени (5 апреля 2001 года) — за многолетний плодотворный труд в органах государственного управления, большой вклад в развитие экономических и культурных связей между Республикой Беларусь и Российской Федерацией[4].
- Орден Трудового Красного Знамени (12 июня 1981 года).
- Три ордена «Знак Почёта».
- Медаль «В память 10-летия вывода советских войск из Афганистана» (13 февраля 1999 года) — в связи с памятной датой — 10-летием вывода советских войск из Афганистана и за активное участие в общественно-политической жизни[5]
- Благодарность Президента Российской Федерации (2 ноября 2006 года, Россия) — за большой вклад в развитие и укрепление российско-белорусского сотрудничества[6].